# Agder fylke
För andra betydelser, se Agder.
Agder fylke är ett fylke och en fylkeskommun i Norge som inrättades den 1 januari 2020. Det består av de två tidigare fylkena Aust-Agder och Vest-Agder. 
Agder fylke gränsar till Rogaland fylke i väster samt Telemark fylke i nordöst.

## Kommuner
Det finns 25 kommuner i Agder fylke:
- Arendals kommun
- Birkenes kommun
- Byglands kommun
- Bykle kommun
- Evje og Hornnes kommun
- Farsunds kommun
- Flekkefjords kommun
- Frolands kommun
- Gjerstads kommun
- Grimstads kommun
- Hægebostads kommun
- Ivelands kommun
- Kristiansands kommun
- Kvinesdals kommun
- Lillesands kommun
- Lindesnes kommun
- Lyngdals kommun
- Risørs kommun
- Sirdals kommun
- Tvedestrands kommun
- Valle kommun
- Vegårsheis kommun
- Vennesla kommun
- Åmli kommun
- Åserals kommun

## Städer
I Agder fylke finns tio städer:
- Arendal (residensstad)
- Farsund
- Flekkefjord
- Grimstad
- Kristiansand (residensstad)
- Lillesand
- Lyngdal
- Mandal
- Risør
- Tvedestrand